# Флотація водорозчинних солей
Флотація водорозчинних солей

## Сировинна база
Соляні поклади калійних руд бувають двох типів – безсульфатні і сульфатні. Перший тип містить мінерали калію, натрію і магнію тільки у вигляді хлоридів – сильвін, галіт, карналіт, у вигляді сульфатних мінералів присутні тільки сульфати кальцію – ангідрит і гіпс. Другий тип представлений родовищами, в яких поряд з хлоридами містяться сульфати калію, натрію, магнію і кальцію: каїніт, лангбейніт, полігаліт. В процесі збагачення також утворюються такі мінерали як леоніт і шеніт. 
Крім цих мінералів всі руди містять нерозчинні в воді тонкодисперсні домішки карбонатних і силікатних шламів. Вміст K2O в промислових покладах складає від 12 до 30 %. Безсульфатний тип родовищ поширений значно більше, ніж сульфатний.

## Переробка солей
Одержання солей можливе двома способами: флотаційним і галургічним. Виділення хлористого калію з руд галургічним методом полягає у вилуговуванні його, наприклад, з сильвініту гарячим зворотним лугом і видаленні у відвал галіту, що не розчинився. Одержаний гарячий міцний луг відстоюється для виділення сольового і глинистого шламів. З проясненого гарячого лугу виконують кристалізацію хлористого калію. Кристали відділяють від маточного лугу, сушать, іноді гранулюють і видають як готову продукцію. Маточний луг після підігріву повертають в операцію вилуговування хлористого калію.
Галургічний метод має ряд серйозних переваг: дозволяє переробляти руди з високим вмістом нерозчинного залишку, комплексно використовувати ці руди, звести до мінімуму забруднення навколишнього середовища. Але з іншого боку цей метод вимагає корозійностійкої апаратури, не дозволяє одержати крупний готовий продукт, який менше злежується. 
Флотаційний метод позбавлений цих недоліків, але флотаційний концентрат бідніший за галургічний. Також галітові відходи містять незначні домішки реагентів-збирачів (жирних амінів), що утруднює їх переробку на кормову і, особливо, на харчову кухонну сіль. Доцільність застосування флотаційного або галургічного методу вирішується в кожному конкретному випадку з урахуванням якості руди, потреби в харчовій солі і наявності необхідного технологічного обладнання.
Найбільше розповсюдження одержала флотація сильвінових руд, у яких, крім сильвіну і галіту, міститься невелика кількість хлоридів магнію (бішофіт, карналіт) і нерозчинні мінерали, що представлені глиною і гіпсом.
Флотація розчинних солей здійснюється аніонними і катіонним збирачами у насичених розчинах, які називаються маточними. При флотації сильвінітових руд маточний розчин містить близько 10% KCl, 20 % NaCl і має густину 1270 кг/м3. На збагачувальних фабриках застосовується повністю замкнена схема: маточний розчин регенерується при згущенні як концентрату, так і відходів флотації.
Флотація розчинних солей відрізняється рядом особливостей:
– перша особливість пов’язана з характерним впливом йонного складу маточного розчину на флотованість мінералів. Флотованість мінералу погіршується, якщо його розчинність у маточному розчині зменшується, і, навпаки, флотованість зростає при збільшенні розчинності мінералу. Тому зміна складу маточного розчину може бути засобом підвищення селективності і ефективності флотації; 
– друга особливість полягає у необхідності уникати значних перепадів температури пульпи при флотації. Зміна температури маточного розчину може привести до випадіння з нього нової твердої фази (при пониженні температури) або розчинення поверхні розділюваних мінералів (при підвищенні температури), зміни ступеня дисперсності збирача і характеру дії реагентів. Це приводить до збільшення витрати реагентів, нестійкості процесу і погіршення технологічних показників збагачення;
– третя особливість полягає у обмеженнях при виборі збирача. Збирачі не повинні створювати важкорозчинних солей з катіонами маточного розчину і висолюватись під дією його високої йонної сили. До таких збирачів належать коротколанцюгові жирні кислоти з числом атомів вуглецю 7 – 9, реагенти типу алкілсульфатів, які нечутливі до солей твердості, і катіонні збирачі (аміни) з числом атомів вуглецю в аліфатичному ланцюгу 13 – 16. Ці збирачі забезпечують достатньо ефективну флотацію мінералів розчинних солей, але тільки тоді, коли вони знаходяться у маточному розчині в йонній формі. З урахуванням залежності стану збирачів у розчині від значення рН, флотація із застосуванням жирнокислотних збирачів повинна здійснюватись при рН > 6, а амінів при рН < 8. Алкілсульфати при застосовуваних на практиці значеннях рН знаходяться у йонній формі і слабо залежать від рН середовища. Значення рН регулюються звичайно малими добавками соди, їдкого натру або соляної кислоти.
Крім зазначених загальних особливостей, флотаційне збагачення кожного типу руд має свої особливості.
Найбільші труднощі при флотації сильвінітових руд визначаються наявністю в них глинисто-карбонатних шламів. Запобігання шкідливій дії шламів на флотацію і забруднення отриманих концентратів досягається: 
– флотацією шламів, коагульованих поліакриламідом (10-15 г/т), окисненим уайт-спіритом (до 150 г/т) з невеликою добавкою гасу. Флотація шламів значно інтенсифікується при введенні збирача (уайт-спіриту) у вигляді аерозолю завдяки більш рівномірному його розподілу; 
– застосуванням реагентів (крохмалю, декстрину, целюлози і ін.), які гідрофілізують поверхню шламів і депресують їхню флотацію;
– знешламленням по класу –10, –40 мкм. Сильвін і галіт, що містяться у шламах вилучають вилуговуванням і протитечійною декантацією (промивкою). 

## Технологічна схема флотаційного збагачення сильвінових руд
Технологічна схема флотаційного збагачення сильвінових руд (рис. ) має деякі особливості. 
Сильвінові руди відрізняються невеликою твердістю і значною крихкістю, тому для зменшення переподрібнення руди її дроблення і подрібнення виконується в обережному режимі. Для дроблення застосовуються щокові і молоткові дробарки, перша стадія дроблення виконується в шахті (в щоковій дробарці), тому на фабрику руда надходить крупністю не більше 200 – 250 мм.
На збагачувальній фабриці руда дробиться в молоткових дробарках до 10 – 20 мм і направляється на одностадійне подрібнення в стержневі млини, що працюють у замкненому циклі з дуговими ситами. Крупність подрібненої руди складає 0,8 мм. Найбільші труднощі при флотаційному збагаченні сильвінових руд пов’язані з необхідністю видалення з них глинисто-карбонатних мінералів. Тонкі шлами поглинають збирач катіонного типу і погіршують флотацію, тому обов'язковою операцією перед флотацією є знешламлення, яке може здійснюватись в гідроциклонах, на дугових ситах або попередньою шламовою флотацією. Особливість флотаційного збагачення розчинних солей полягає у тому, що процес відбувається у насичених сольових розчинах. При збагаченні сильвінових руд з вмістом не більше 0,5 % MgCl2 насичений розчин при 20оС має густину 1230 кг/м3 і складається з 21 % NaCl і 10 % KCl. Здійснення процесів в насичених розчинах вимагає ретельного зневоднення усіх кінцевих продуктів збагачення. Загальний вміст солей у розчині складає 32 %. Підготовлена за крупністю і знешламлена руда надходить на флотацію. Схема флотації включає основну і три перечисних операції. При флотації солей використовують такі реагенти: основний збирач – підігрітий до 60 – 65оС 1 %-ний розчин аміну С16 – С20 , аполярний збирач – мазут, спінювач – Т-80. Флотований хлористий калій після перечисних операцій направляється на фільтрування і сушку. Шлами також згущують і фільтрують для виділення маточного розчину і повернення його у процес.
Залежно від методу одержання випускають хлористий калій двох марок: К – одержують кристалізацією з розчинів; Ф – одержують флотаційним збагаченням калійних руд. 
Хлористий калій марки Ф випускається трьох видів: дрібнозернистий, крупнозернистий і гранульований, який виробляється пресуванням дрібнозернистого з подальшим дробленням і класифікацією. За вимогами споживачів для усунення злежування хлористий калій повинен поставлятися обробленим відповідними реагентами (напр., амінами). Дрібний і гранульований хлористий калій у залежності від сорту повинен містити не менше 90 – 95 % KCl при вилученні 86 – 87 % . Концентрат зневоднюється у центрифугах і направляється на сушку в трубах-сушарках до вологості 1 %.
Хвости основної флотації після згущення і фільтрування містять 96 – 97 % NaCl і 2,3 % KCl. З хвостів готують розчин хлористого натрію, який слугує сировиною для виробництва соди. 
Хлористий калій застосовується в і хімічній, скляній, текстильній, фармацевтичній і інших галузях промисловості, у медицині, а також у сільському господарстві як добриво.

## Флотація калійно-магнієвих мінералів
Флотація калійно-магнієвих мінералів (полігаліту, лангбейніту, каїніту) здійснюється звичайно низькомолекулярними кислотами С6 – С7 (400 г/т) в нейтральному середовищі (рН = 6,5 – 7) при депресії мінералів пустої породи поліакриламідом і рідким склом (1,5 кг/т).
На технологічні показники впливає концентрація йонів магнію у рідкій фазі. Йони магнію збільшують піноутворюючу здатність рідкої фази і сприяють неселективному виносу мінералів пустої породи і солевих галітових шламів. Однак при високому вмісті йонів магнію в рідкій фазі піноутворююча здатність різко знижується. В насиченому розчині п’ятикомпонентної системи відбувається міцелоутворення і висолювання жирних кислот, які залежать від концентрації йонів магнію і довжини вуглеводневого радикалу збирача.
Концентрати отримані при переробці калійно-магнієвих руд містять 17-19% К2О при вилученні порядка 75-80%. Після фільтрування концентрат сушиться в сушарках киплячого шару, в результаті чого частинки укрупнюються до 3 мм.
Комплексні калійно-магнієві солі застосовуються в сільському господарстві (як добрива), а також в хімічній і металургійній промис-ловості.